# Odontocorynus
Odontocorynus är ett släkte av skalbaggar. Odontocorynus ingår i familjen vivlar.

## Dottertaxa tillOdontocorynus, i alfabetisk ordning[1]
- Odontocorynus adjunctus
- Odontocorynus advena
- Odontocorynus alternans
- Odontocorynus amazonicus
- Odontocorynus amputatus
- Odontocorynus atokanus
- Odontocorynus boonei
- Odontocorynus coloradensis
- Odontocorynus convergens
- Odontocorynus convexus
- Odontocorynus crebrum
- Odontocorynus creperus
- Odontocorynus cribrum
- Odontocorynus dakotanus
- Odontocorynus dallasianus
- Odontocorynus defectus
- Odontocorynus densissimus
- Odontocorynus denticornis
- Odontocorynus dilectus
- Odontocorynus divisus
- Odontocorynus fluviatilis
- Odontocorynus fultoni
- Odontocorynus glabellus
- Odontocorynus greeleyi
- Odontocorynus histriculus
- Odontocorynus hystriculus
- Odontocorynus ignotus
- Odontocorynus illini
- Odontocorynus incertus
- Odontocorynus inflaticollis
- Odontocorynus inops
- Odontocorynus inspectus
- Odontocorynus iowensis
- Odontocorynus larvatus
- Odontocorynus latiscapus
- Odontocorynus latiusculus
- Odontocorynus limatulus
- Odontocorynus lineatellus
- Odontocorynus lineatulus
- Odontocorynus longicollis
- Odontocorynus lulengensis
- Odontocorynus lulingensis
- Odontocorynus missourianus
- Odontocorynus misssourianus
- Odontocorynus ochreosus
- Odontocorynus onagensis
- Odontocorynus parallelus
- Odontocorynus parvus
- Odontocorynus pennianus
- Odontocorynus pinguescens
- Odontocorynus prominens
- Odontocorynus pulverulentus
- Odontocorynus pusillus
- Odontocorynus quadricollis
- Odontocorynus regularis
- Odontocorynus robustus
- Odontocorynus rotundicollis
- Odontocorynus rufobrunneus
- Odontocorynus salebrosus
- Odontocorynus scutellum-album
- Odontocorynus semiruber
- Odontocorynus snowi
- Odontocorynus subabruptus
- Odontocorynus subaffinis
- Odontocorynus subglaber
- Odontocorynus subvittatus
- Odontocorynus sutura-flava
- Odontocorynus unilineatus
- Odontocorynus vernicicollis
- Odontocorynus vicksburgensis
- Odontocorynus vicksburgurgensis